# Charaxes vumbui
Charaxes vumbui är en fjärilsart som beskrevs av Van Son 1936. Charaxes vumbui ingår i släktet Charaxes och familjen praktfjärilar. Inga underarter finns listade i Catalogue of Life.